# Departamento de Cartagena
El departamento de Cartagena es un extinto departamento de Colombia. Fue creado el 5 de agosto de 1908 y perduró hasta el 1 de enero de 1910, siendo parte de las reformas administrativas del presidente de la república Rafael Reyes respecto a división territorial. El departamento duró poco, pues Reyes fue depuesto en 1909 y todas sus medidas revertidas a finales del mismo año, por lo cual las 34 entidades territoriales creadas en 1908 fueron suprimidas y el país recobró la división política vigente en 1905, desapareciendo entonces Cartagena como departamento y siendo reunificado el departamento de Bolívar.

## División territorial
El departamento estaba conformado por las provincias bolivarenses de Cartagena, Sinú, El Carmen y de las islas de San Andrés y Providencia.
Los municipios que conformaban el departamento eran los siguientes, de acuerdo al decreto 916 del 31 de agosto del año 1908:
- Provincia de Cartagena: Cartagena (capital), Arjona, Calamar, Mahates, San Estanislao, Santa Rosa, Turbaco y Villanueva.

- Provincia de Sinú: Lorica (capital), Cereté, Ciénaga de Oro, Chimá, Montería, Purísima y San Pelayo.

- Provincia del Carmen: El Carmen (capital), El Guamo, San Jacinto, San Juan, Zambrano, Tetón y Yucal.